# Windows XP Embedded
Windows XP Embedded är ett operativsystem från Microsoft. Det är främst till för så kallade inbyggda system. 
Systemet bygger direkt på Microsoft Windows XP, men man har delat upp operativsystemet i komponenter som väljs av systemutvecklaren i ett särskilt verktyg, så man bara tar med funktioner i operativsystemet som behövs. Dessutom finns vissa funktioner tillagda som direkt är till för inbyggda system, till exempel "Enhanced Write Filter", som är en funktion som lagrar skrivningar till disk i RAM istället. På så sätt kan man ha flashminne, ett USB-minne, eller till och med en CD-ROM-skiva som enda programlagringsutrymme. Windows XP är annars gjort för att köras från hårddisk och inget annat. 
Behovet av lagringsutrymme för ett XP Embedded system kan i allmänhet bli 50-500 MB stort, mot Windows XP mer än 2 GB. Det är dock betydligt kraftfullare än till exempel Windows CE och kan köra de flesta program som fungerar på Windows XP.
Windows XP Embedded är tänkt för avancerade apparater med bildskärm till exempel bankomater, spelmaskiner, Internetterminaler i butiker, etc. 